# Wasser-Sumpfkresse
Die Wasser-Sumpfkresse (Rorippa amphibia), auch als Ufer-Sumpfkresse, Wasserkresse oder Teichkresse bezeichnet, ist eine Pflanzenart aus der Gattung der Sumpfkressen (Rorippa) innerhalb der Familie der Kreuzblütengewächse (Brassicaceae).

## Beschreibung

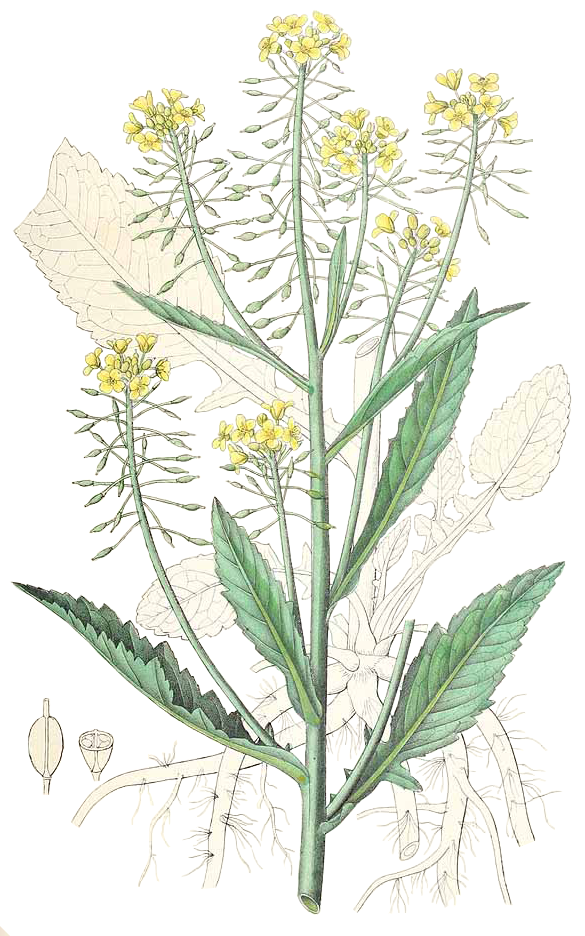
Illustration aus Flora regni Borussici, Band 9, Tafel 625

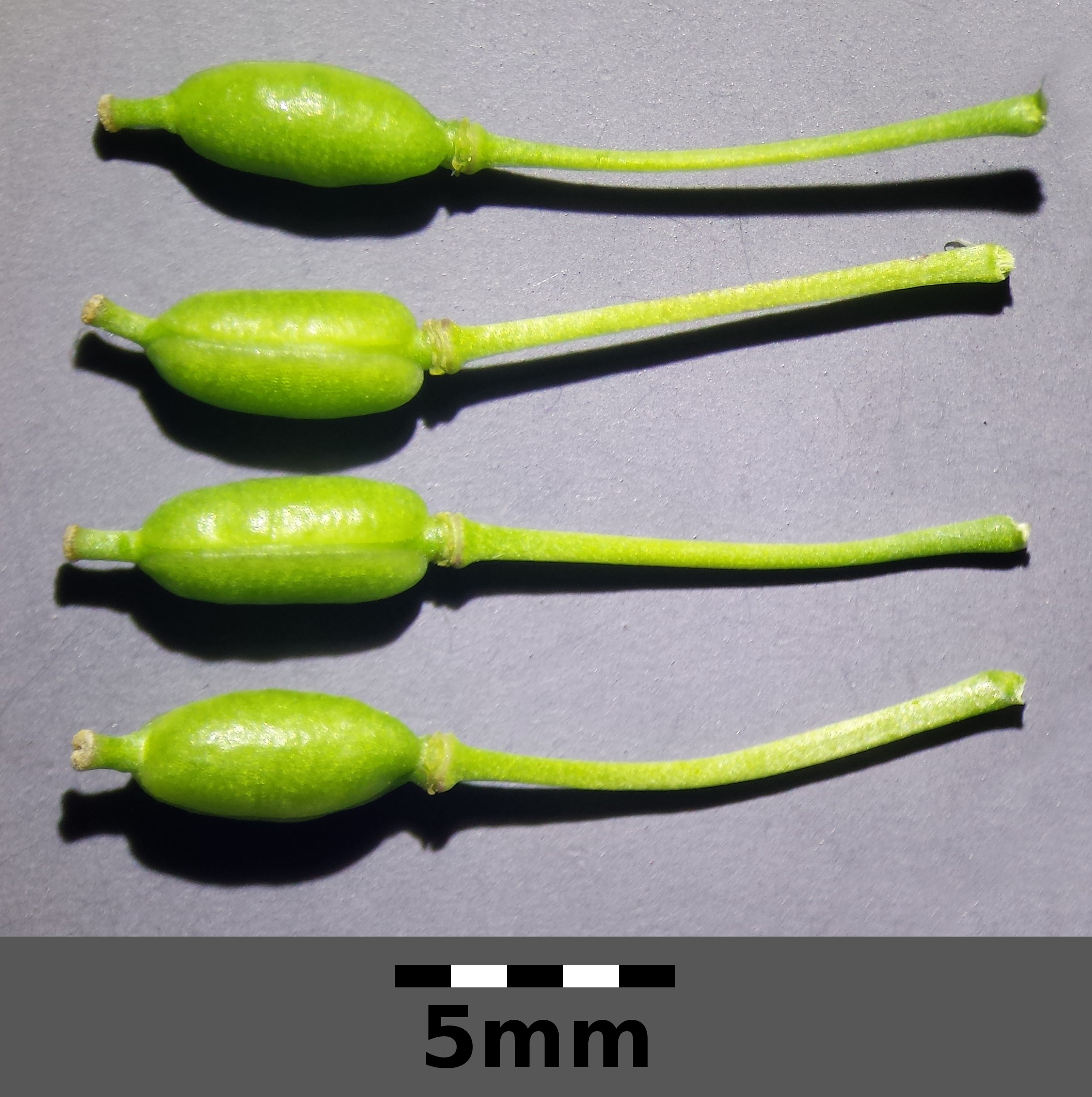
Früchte

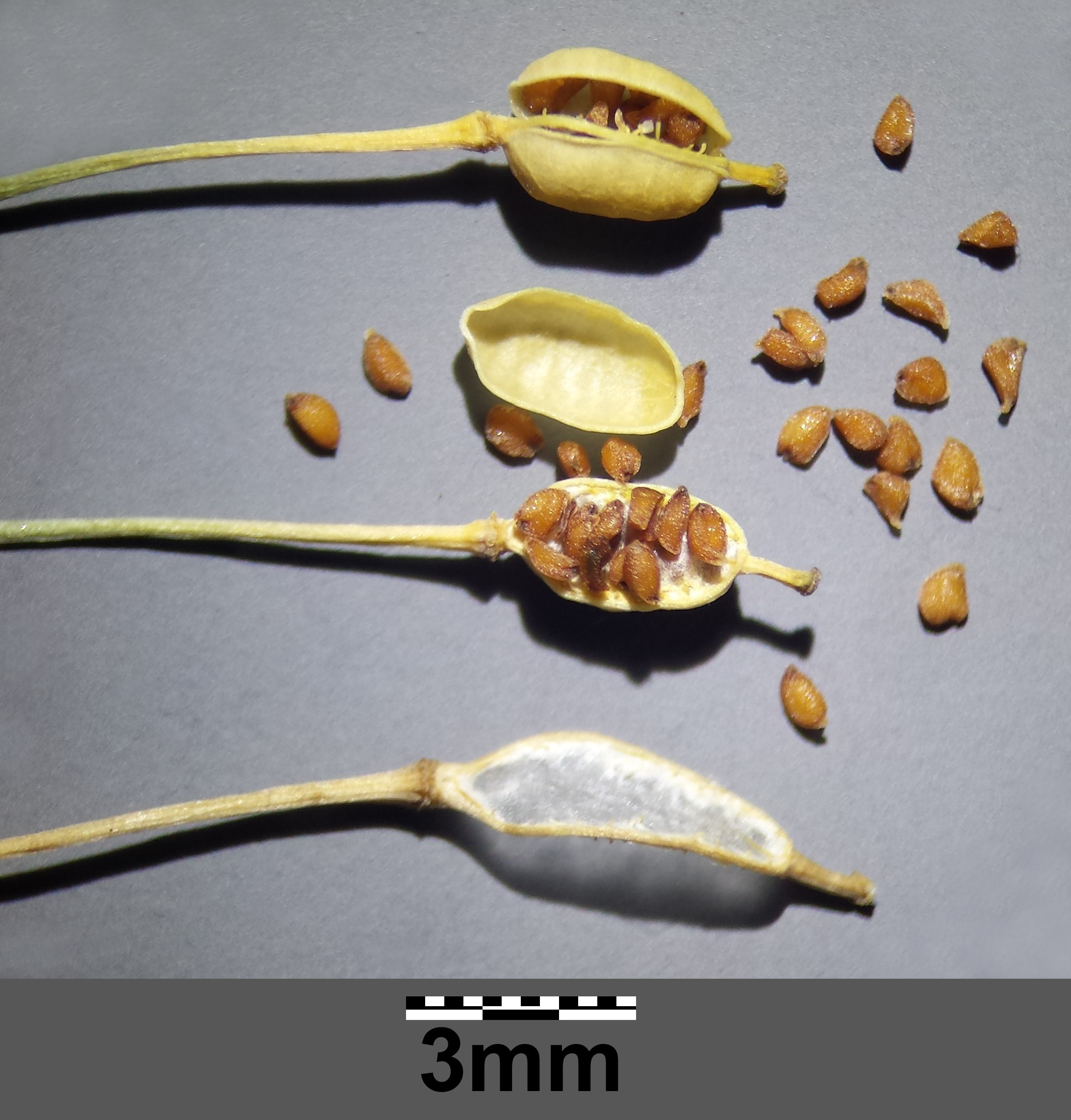
Sich öffnende Schötchen mit Samen

### Variabilität der Art
Die Blattform ist sehr variabel. Bei Wasserformen sind die Stängel dick, hohl, röhrenförmig und nicht gefurcht.

### Vegetative Merkmale
Die Wasser-Sumpfkresse wächst als mehrjährige krautige Pflanze und erreicht Wuchshöhen von 50 bis 150 Zentimetern. Die Grundachse ist waagrecht kriechend und ist reich an Faserwurzeln. Sie ist bei Wasserformen bis fingerdick aufgeblasen. Der Stängel wächst aufsteigend, ist kahl, verzweigt und besitzt teilweise niederliegende, ausläuferartige, sich bewurzelnde Stängel. 
Die unteren Stängelblätter sind fiederspaltig bis kammförmig mit linealen bis lanzettlichen, spitzen Abschnitten. Sie sind in einen kurzen Stiel verschmälert und 7 bis 15 Zentimeter lang. Die oberen Stängelblätter sind sitzend, lineal bis lanzettlich und am Grunde nicht oder kaum geöhrt. Sie sind fast ganzrandig bis scharf gezähnt.

### Generative Merkmale
Die Blütezeit reicht vorwiegend von Mai bis August. Die Teil-Blütenstände sind doldentraubig. Der aufrecht abstehende Blütenstiel ist 8 bis 10 Millimeter lang. Die zwittrige Blüte ist radiärsymmetrisch und vierzählig. Die vier Kelchblätter sind 2,5 bis 4 Millimeter lang. Die vier goldgelben Kronblätter sind bei einer Länge von 3,5 bis 6,5 Millimetern verkehrt-eiförmig mit gerundetem oberen Ende.
Die Fruchtstiele sind 8 bis 15 Millimeter lang, waagerecht bis leicht nach unten gebogen. Die Frucht ist bei einer Länge von 2 bis 5 Millimetern sowie einem Durchmesser von 1 bis 3 Millimetern eiförmig. 
Die Chromosomenzahl beträgt 2n = 16 oder 32.

## Ökologie
Die Blüten werden von Insekten bestäubt. Beobachtet wurden Tanzfliegen (Empididae), Melgenthes-Arten, Musciden, Syrphiden, Apiden, Erzwespen (Pteromaliden) und Echte Blattwespen (Tenthrediniden).
Eine vegetative Vermehrung ist durch abgebrochene Sprossstücke leicht möglich.
In der Pflanze entwickeln sich unter anderem die Larven des Sumpfkresse-Stängelrüsslers.

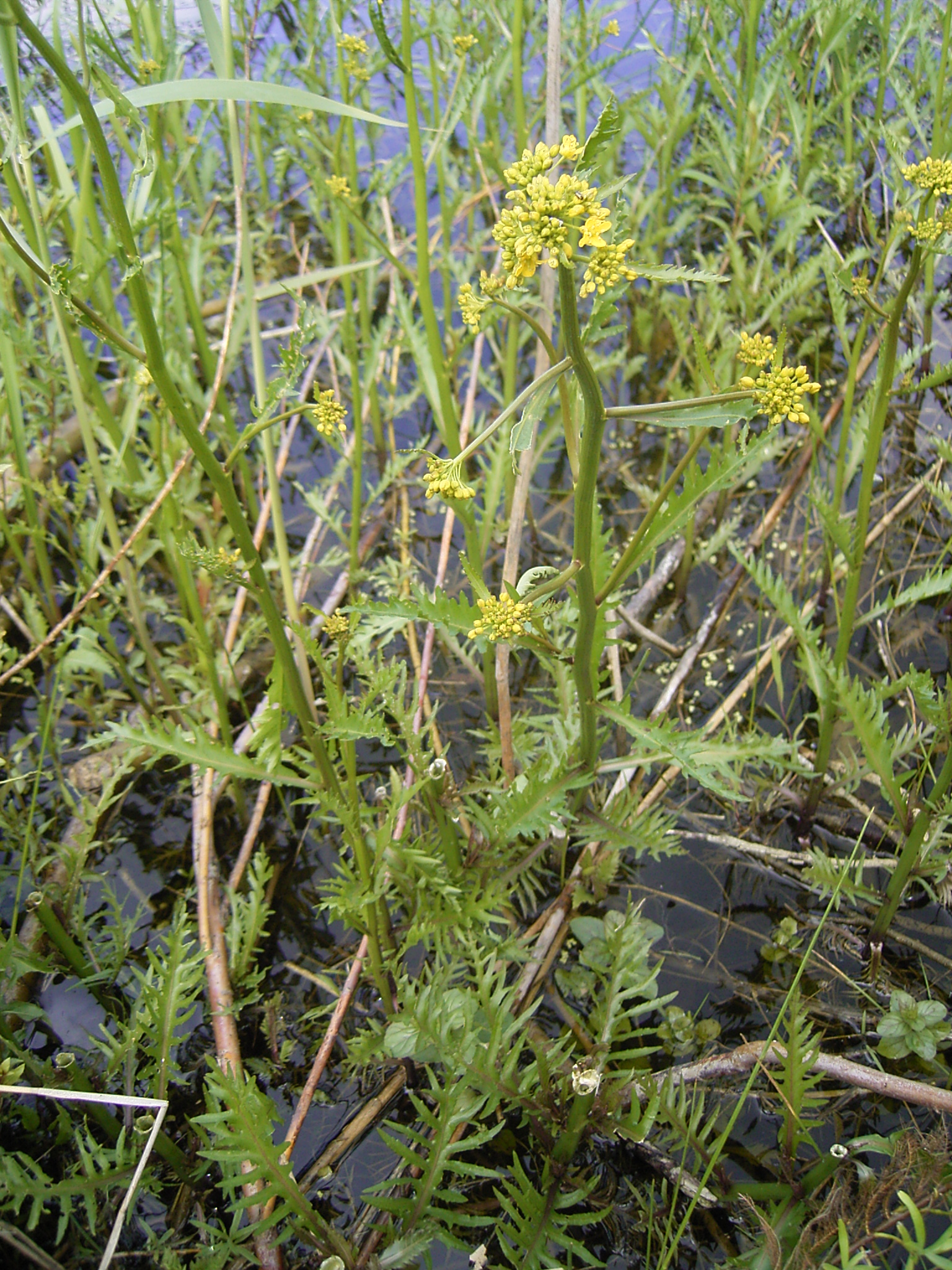
Habitus im Habitat

## Vorkommen
Rorippa amphibia kommt fast in weiten Teilen Europas und im nördlichen und zentralen Asien vor. Sie ist ein eurasisches Florenelement. Sie kommt in Mitteleuropa sehr zerstreut vor. In Österreich findet man Rorippa amphibia zerstreut bis selten. In der Schweiz kommt sie ebenfalls sehr zerstreut vor. In Deutschland kommt sie im Norden des Gebiets zerstreut bis teilweise verbreitet vor. Im übrigen Gebiet ist sie zerstreut bis selten zu finden.
Die Wasser-Sumpfkresse wächst in Mitteleuropa in Sümpfen auf nährstoffreichen, meist schlammigen und zeitweise auch trockenfallenden Böden an stehenden oder langsam fließenden Gewässern. Sie ist in Mitteleuropa eine Charakterart des Oenantho-Rorippetum aus dem Phragmition-Verband, kommt aber auch in anderen Pflanzengesellschaften dieses Verbands sowie im Phalaridetum arundinaceae des Verbands Magnocaricion oder des Agropyro-Rumicion vor.
Die ökologischen Zeigerwerte nach Landolt et al. 2010 sind in der Schweiz: Feuchtezahl F = 4+fw+ (nass aber stark wechselnd), Lichtzahl L = 4 (hell), Reaktionszahl R = 4 (neutral bis basisch), Temperaturzahl T = 4+ (warm-kollin), Nährstoffzahl N = 4 (nährstoffreich), Kontinentalitätszahl K = 2 (subozeanisch).

## Taxonomie
Die Erstveröffentlichung erfolgte 1753 durch Carl von Linné unter dem Namen (Basionym) Sisymbrium amphibium in Species Plantarum, Tomus 2, S. 657. Die Neukombination zu Rorippa amphibia (L.) Besser wurde 1822 durch Wilibald Swibert Joseph Gottlieb von Besser in Enumeratio plantarum hucusque in Volhynia, Podolia, Gub. Kiioviensi, Bessarbia cis-tyraica et circa Odessam collectarum, simul cum observationibus in primitias florae Galiciae austriacae … S. 27 veröffentlicht.